# 勒内·科尔尼
勒内·科尔尼（法語：René Cornu，1929年4月11日—1986年3月23日），法国男子游泳运动员。他曾代表法国参加1948年夏季奥林匹克运动会游泳比赛，获得男子4×200米自由泳接力铜牌。